# Euplexidia literata
Euplexidia literata là một loài bướm đêm trong họ Noctuidae.